# Lydiard Tregoze
Lydiard Tregoze – wieś w Anglii, w hrabstwie ceremonialnym Wiltshire, w dystrykcie (unitary authority) Swindon. Leży 53 km na północ od miasta Salisbury i 120 km na zachód od Londynu.